# Dilsen-Stokkem
Dilsen-Stokkem è una città belga di circa 20 590 abitanti, situata nella provincia fiamminga del Limburgo belga.